# Банк делового развития Канады

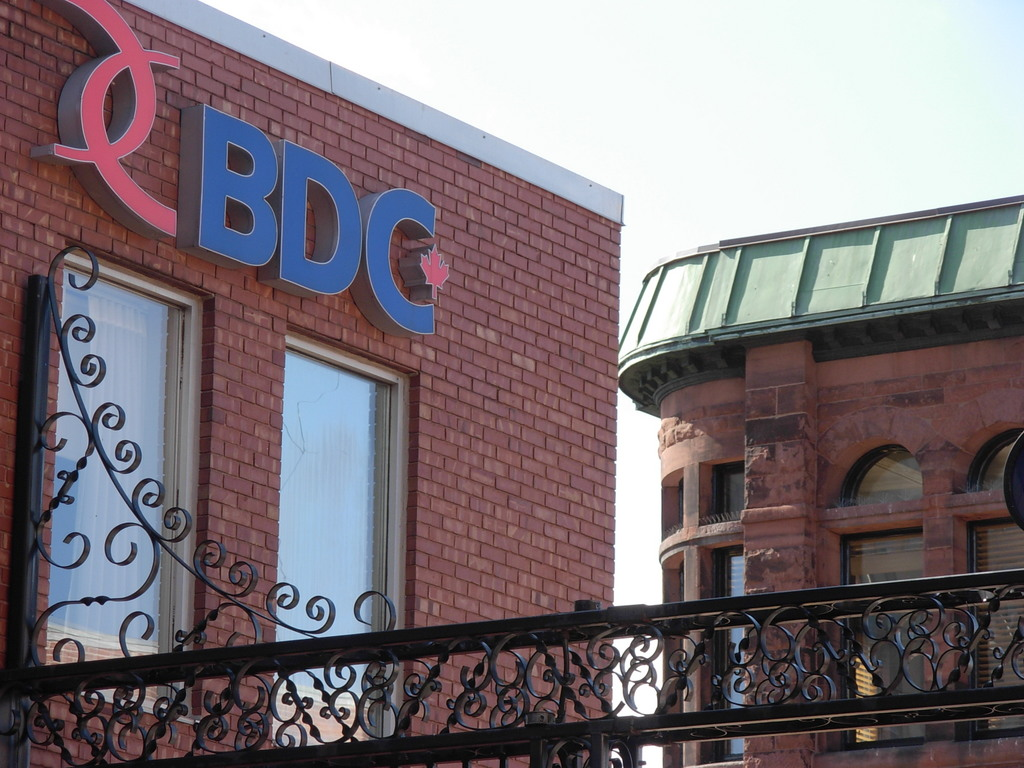
Здание банка в г. Монктон, провинция Нью-Брансуик

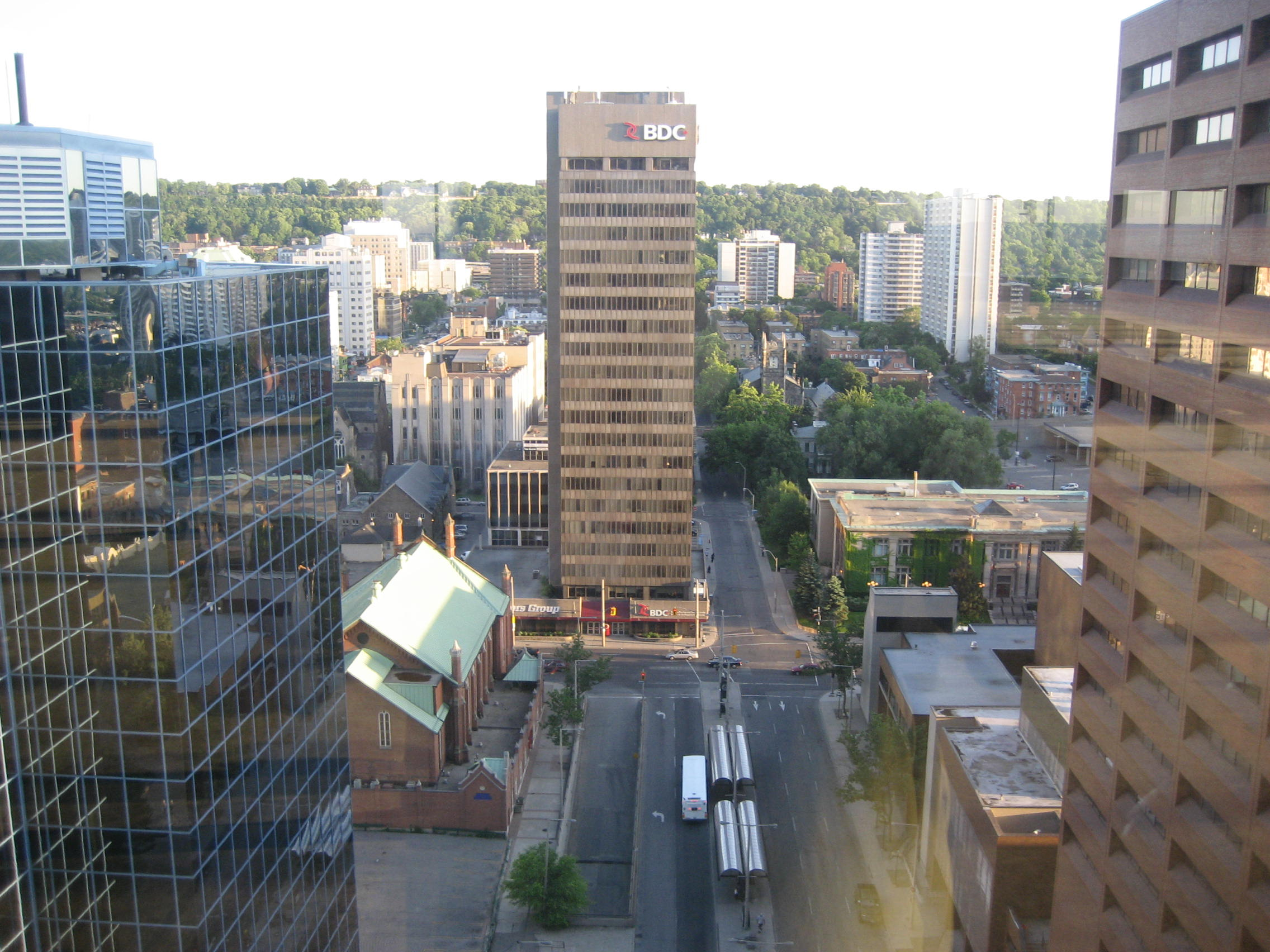
Башня Стелко (Stelco Tower) — здание банка в г. Гамильтон, провинция Онтарио

Банк (делового) развития Канады, англ. Business Development Bank of Canada (BDC), фр. Banque de développement du Canada — канадская федеральная коронная корпорация. Представляет собой финансовое учреждение, находящееся в 100 % собственности правительства Канады.
Играет ведущую роль в оказании финансовых и консультационных услуг канадским малым предприятиям, с особым упором на технологии и экспорт.
Долговые облигации Банка делового развития, обеспеченные Правительством Канады, выпускаются для учреждений как публичного, так и частного сектора.
В октябре 2008 г. банк был включён в список «100 лучших работодателей Канады», который ведёт корпорация Mediacorp Canada Inc., что было отмечено публикацией в журрнале Maclean’s.

## История
БДРК (BDC) был основан в 1944 г. под названием Банк промышленного развития, англ. Industrial Development Bank, IDB:
- 1952—1964 — изменения к Закону о Банке промышленного развития 1944 г.
- 1964—1974 — диверсификация услуг: консультирование, обучение и планирование для владельцев малых предприятий
- 1975 — вместо Банка промышленного развития создаётся Банк делового развития Канады
- 1983 — открывается подразделение инвестиций (Investment Banking Division)
- 1995 — изменения и дополнения в Закон о Банке делового развития Канады